# ولزلی (ماساچوست)
ولزلی، ماساچوست
ولزلی(به انگلیسی: Wellesley) شهرکی در شهرستان نورفولک ایالت ماساچوست می‌باشد که در سال ۱۸۸۱ بنیان‌گذاری شده‌است. این شهرک در سرشماری سال ۲۰۱۰ میلادی، ۲۷٬۹۸۲ نفر جمعیت داشته‌است.